# Issiglio
Issiglio és un comune (municipi) de la ciutat metropolitana de Torí, a la regió italiana del Piemont, situat a uns 45 quilòmetres al nord de Torí. A 1 de gener de 2019 la seva població era de 387 habitants.
Issiglio limita amb els següents municipis: Castellamonte, Alice Superiore, Rueglio, Vistrorio i Vidracco.